# Borador
 (février 2015).
Si vous disposez d'ouvrages ou d'articles de référence ou si vous connaissez des sites web de qualité traitant du thème abordé ici, merci de compléter l'article en donnant les références utiles à sa vérifiabilité et en les liant à la section « Notes et références ».
On appelle vulgairement borador un chien de type designer dog issu du croisement entre un border collie et un labrador retriever.

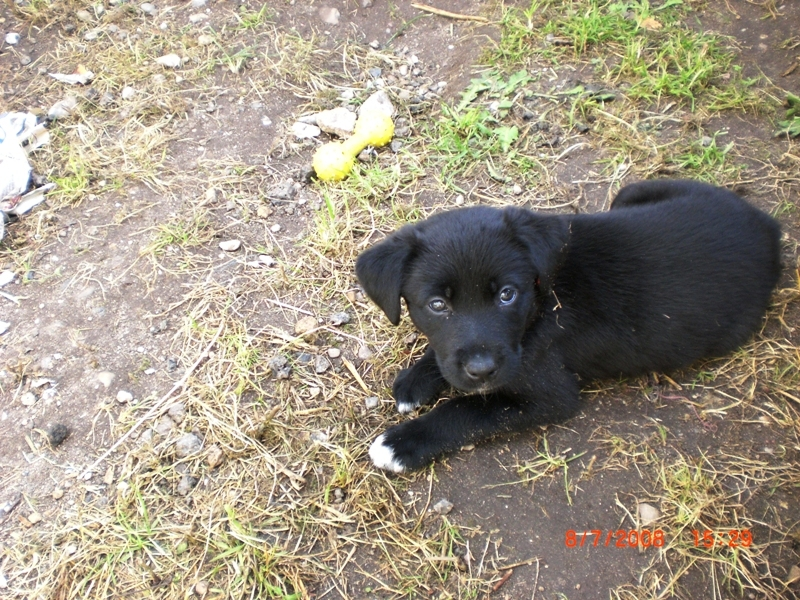
Chiot Borador.

Ce terme est principalement utilisé aux États-Unis.

## Capacités
De son croisement, le borador a obtenu l'énergie et la facilité à nager dans l'eau, mais aussi le flair et la puissance du border. Il est aussi appelé Borador Retriever Collie. C'est une race très récente[Depuis quand ?] et assez rare à voir[réf. nécessaire]. L’espérance de vie se situe entre 12 et 15 ans.  
Il est très sportif, apprend vite[réf. nécessaire], il faut avoir du temps pour s'en occuper correctement.  Pour l'instant, aucune maladie n'est détectée sur cette race. La race est liée au labernois par le labrador, ce qui fait un duo de chiens dociles et polyvalents. 

## Pelage
Le borador obtient de son croisement une fourrure lisse, généralement noire et blanche. Cependant les différentes couleurs des pelages du labrador et du border collie sont acceptées. Sa queue est un mélange mi-longue. Le borador doit avoir un toilettage simple et normal pour les chiens à poils courts. Tout dépend du borador. Il existe le borador à poils courts et le borador à poils longs.
Le borador a généralement des taches blanches à l'extrémité des pattes ainsi que le bout de la queue blanche.